# Gare de Saint-Junien
Gare de Saint-Junien vasútállomás Franciaországban, Saint-Junien településen.

## Vasútvonalak
Az állomást az alábbi vasútvonalak érintik:
- Limoges-Bénédictins-Angoulême-vasútvonal

## Kapcsolódó állomások
A vasútállomáshoz az alábbi állomások vannak a legközelebb:
- Gare de Saillat-Chassenon
- Gare de Saint-Brice-sur-Vienne